# Brett Gelman
Brett Gelman (Highland Park; 6 de octubre de 1976) es un actor y comediante estadounidense destacado y conocido por varias interpretaciones, tales como su aparición en la serie Eagleheart, su papel de "Mr. K" en la sitcom Go On de la cadena NBC y su más reciente personaje conocido como "Murray" en la serie de Stranger Things.

## Carrera
Originario de Highland Park, Illinois, Gelman se graduó de la Escuela de Artes de la Universidad de Carolina del Norte. Durante una década ha participado en el Upright Citizens Brigade Theatre y continúa presentándose en la división de teatro de los Ángeles.
Gelman ha tenido papeles en las películas The Other Guys y 30 Minutes or Less. Además se le conoce por su coestelar a lado de Chris Elliott en la serie Eagleheart, donde interpretó a Brett Mobley.
Tiene además apariciones recurrentes en las series The Inbetweeners versión de la MTV, y Las desventuras de Tim.
Ha aparecido en otras series como Bored to Death, El show de Larry David, Happy Endings, Aqua Teen Hunger Force y The Office.
A partir de 2012 Gelman aparece en la serie Go On, protagonizada por Matthew Perry, donde interpreta a "Mr K", un excéntrico y misterioso personaje que forma parte del grupo de ayuda.
Además ha escrito una docena de guiones para cortometrajes, sketches, y episodios de televisión.
Tiene un podcast llamado Gelmania.

## Filmografía
| Año  | Película               | Papel                 |
| ---- | ---------------------- | --------------------- |
| 2010 | The Other Guys         | Hal                   |
| 2011 | 30 Minutes or Less     | Jefe de Pizzería      |
| 2013 | Awful Nice             | Ivan                  |
| 2013 | Jobs                   | Jeff Raskin           |
| 2014 | Someone Marry Barry    | Goker                 |
| 2017 | The Disaster Artist    | Profesor de actuación |
| 2018 | Wild Nights with Emily | Higginson             |
| 2022 | Lyle, Lyle, Crocodile  | Mr. Grumps            |
| 2023 | Strays                 | Willy                 |

## Series de televisión
- Go On como Mr. K.
- The Inbetweeners como el director Mr. Gilbert.
- The Office en el episodio "El Mago".
- Love como Dr. Greg Colter.
- Fleabag como Martin
- Stranger Things 2, 3 y 4 como Murray Bauman
- Mr. Mercedes
- Inside Job como Magic Myc